# Тесса Шаповалова
Тесса Шаповалова (івр. טסה שפובלובה; нар. 14 березня 1969, Львів) — ізраїльська та канадська тренерка з тенісу, колишня українська професійна тенісистка єврейського походження. Її сином є тенісист Денис Шаповалов.

## Біографія
Тесса Шаповалова народилася у Львові (Україна). За національністю — єврейка.
Входила до складу радянської національної збірної з тенісу. Переїхала з Радянського Союзу до Тель-Авіва разом з чоловіком Віктором, коли Радянський Союз розпадався. Стала там тренером з тенісу.
Шаповалова має двох дітей — Євгена та Дениса, народжених в Ізраїлі. Сім'я переїхала з Ізраїлю до Канади до першого дня народження Дениса.
Вона влаштувалася тренером з тенісу в заміському клубі Річмонд Гілл, де Денис Шаповалов почав грати. Зрештою, Денис не зміг отримати достатньо часу для корту, і його мати мала мужність залишити роботу і відкрити власну тенісну академію у Воні під назвою Tessa Tennis. Тесса все ще тренує в своїй академії, поки Денис живе на Багамах. Однак мати Дениса продовжує подорожувати по всьому світу разом із сином, навіть коли вони найняли колишню 8-му ракетку світу Михайла Южного на посаду тренера Шаповалова.

## Фінал кар'єри

### Одиночний розряд, Фінали (0–1)
| Результат   | №  | Дата               | Турнір         | Поверхня | Суперник    | Рахунок  |
| ----------- | -- | ------------------ | -------------- | -------- | ----------- | -------- |
| Друге місце | 1. | 29 липня 1991 року | Хайфа, Ізраїль | Хард     | Тесса Прайс | 2–6, 0–6 |

### Парний розряд фіналів (4–1)
| Результат   | №  | Дата                   | Турнір                  | Поверхня | Партнер        | Суперники                           | Рахунок       |
| ----------- | -- | ---------------------- | ----------------------- | -------- | -------------- | ----------------------------------- | ------------- |
| Переможець  | 1. | 24 травня 1993 р       | Рамат Ха-Шарон, Ізраїль | Хард     | Неллі Баркан   | Галя Ангелова Теодора Недєва        | 6–2, 7–6 (5)  |
| Переможець  | 2. | 3 квітня 1995 р        | Тверія, Ізраїль         | Хард     | Неллі Баркан   | Наталі Кахана Ошрі Шашуа            | 6–4, 6–1      |
| Переможець  | 3. | 29 травня 1995 року    | Яффа, Ізраїль           | Хард     | Неллі Баркан   | Лімор Габай Памела Цінгман          | 6–4, 6–3      |
| Переможець  | 4. | 5 червня 1995 року     | Хайфа, Ізраїль          | Хард     | Неллі Баркан   | Лімор Габай Памела Цінгман          | 6–4, 6–4      |
| Друге місце | 5. | 20 листопада 1995 року | Каїр, Єгипет            | Глина    | Кілдін Шевальє | Теодора Недєва Антоанета Панджерова | 7–5, 3–6, 0–6 |